# Xabier Kalparsoro
Xabier Kalparsoro Golmaio, alias Anuk (Zumaya, Guipúzcoa; 7 de diciembre de 1966 - Bilbao, Vizcaya; 26 de septiembre de 1993) fue miembro de Euskadi Ta Askatasuna (ETA). El 24 de septiembre de 1993, fue detenido por la policía municipal de Durango. Conducido a la Jefatura Superior de Policía de Bilbao, cayó por una ventana del segundo piso. Ingresó en el hospital en coma y murió dos días después.

## Militancia en Jarrai
Xabier Kalparsoro se afilió a Jarrai con solo 17 años. Detenido por la Guardia Civil en 1983, enseguida fue puesto en libertad. Vigilado por la policía, en 1991 abandono España. Ya en Francia, se oficializó en su pertenencia a ETA.

## Detención
Kalparsoro fue detenido por la Policía Municipal de Durango el 24 de septiembre de 1993, tras ser sorprendido por una mujer cuando intentaba robar una furgoneta. Los agentes municipales declararon posteriormente que el detenido mantenía un comportamiento "raro". En el calabozo municipal, Kalparsoro manifestó que era miembro de ETA y pidió a los agentes que le dejaran escapar. Ante su negativa, la emprendió a cabezazos contra quienes estaban cerca. La médica forense que le visitó en esas dependencias aseguró en el juicio que su impresión fue que estaba "bebido", ya que olía a alcohol y no mantenía bien el equilibrio.

## Indauchu
Trasladado a la Jefatura Superior de Policía de Bilbao, Xabier Kalparsoro falleció el 26 de septiembre de 1993, dos días después de caer por la ventana de la segunda planta de la dependencia de la Policía Nacional donde se encontraba detenido. La autopsia no aportó luz alguna sobre su muerte. Ante el fallo policial, ETA hizo pública una carta. Las Gestoras Pro Amnistía iniciaron la vía judicial.

## Vía judicial
En el juicio por la muerte de Anuk a instancias de la familia Kalparsoro y la acusación popular por cuenta de la Asociación contra la Tortura y el Ayuntamiento de Zumaya, de donde era natural el fallecido, se solicitaron cuatro años de prisión y seis de inhabilitación para cada uno de los cuatro policías acusados, además de 25 millones de pesetas (150.000 €) de indemnización. El ministerio fiscal no presentó acusación contra los agentes. 
Finalmente, la Sección Primera de la Audiencia de Bilbao condenó a los comisarios del Cuerpo Nacional de Policía, Mauricio Pastor y Manuel Álvarez, a sendas penas de seis meses de prisión al considerarlos autores de un delito de imprudencia temeraria con resultado de muerte. La sentencia también suspende a los dos mandos policiales en el ejercicio de sus funciones durante el tiempo de condena, así como a pagar una indemnización de 6.250.000 pesetas (37.650 €) a la madre del fallecido, por los daños y perjuicios causados. Otros dos policías imputados fueron absueltos. La familia y amigos de 'Anuk' han seguido litigando para que se esclarezca lo sucedido. En la sentencia se aclara que los policías no tenían intención de causar daño al detenido, y que no consideraron probable que Kalparsoro saltara por una ventana situada en el segundo piso, a unos ocho metros de la calle.

## Homenaje
El 29 de septiembre de 2018 se celebró en Zumaya un acto de homenaje a 'Anuk' cuando se cumplían 25 años de su muerte. El acto se desarrolló en el Teatro Aita Mari de Zumaya, bajo el título 'Anuken Egia' ('La verdad de Anuk'), con música y versos de distintos artistas. Entre los políticos presentes se hallaban Julen Arzuaga, Arnaldo Otegi y el secretario general de Sortu, Arkaitz Rodríguez. En su toma de palabra, Rodríguez recordó que no aceptan un relato único de la historia del problema vasco, pues "la responsabilidad de lo ocurrido no es solo de la izquierda abertzale". Para finalizar, reclamó también "explicaciones al PNV y al Gobierno Vasco".